# 桂枝雀
桂 枝雀（かつら しじゃく）は上方落語の名跡。2代目の死後は空き名跡となっている。
- 初代桂枝雀 - 本項を参照

結三柏は、桂一門の定紋である。

- 代外桂枝雀 - 昭和10年代の寄席ビラに枝雀の名が確認できる。色物だったとされているが詳細は不明。
- 2代目桂枝雀 - 現在「桂枝雀」「枝雀」と言えば一般的に2代目のことを指す。

初代 桂 枝雀（かつら しじゃく、1864年（元治元年） - 1928年11月22日）は、上方落語の落語家。本名∶入江 清吉（いりえ せいきち）。

## 経歴
大阪の足袋商「古滿屋」の子として生まれ、家業を継いだが、芸事に興味を持ち地歌や舞踊の稽古に通う。後、友人の勧めで、上町にあった素人落語の「緑連」に加わり、「喜代丸」を名乗る。1884年11月、2代目桂文枝に入門し、枝雀を名乗り、生涯変えなかった。1898年に真打となる。
3代目桂文枝没後に桂派が衰勢に入った時期に、2代目桂南光、3代目桂文三らとともに同派の中心的なメンバーとなった。しかし、仁左衛門の死後は桂派の凋落が決定的となって、1912年に4代目笑福亭松鶴らとともに自身の名にちなんで寿々女会を組織するも、自身は出演しなかった。間もなく改元したばかりの元号にちなみ大正派を立ち上げ、平野町の第一此花館を本拠としたものの、1916年に解散した。その後すぐ新桂派を結成するが、2年と持たなかった。その後、反対派に加入。1926年ごろ（大正末年）に引退した。
引退後は布施（現・東大阪市）に住み、余生を過ごした。同業者との連絡は一切絶っていたため、死去は桂仁左衛門の法事の際に案内されて初めて知られたという。

## 芸風･人物
痩躯にあばた面、片目が不自由といった風体だったが、「商家の主人」という雰囲気があったとされる。『尻餅』や『借家怪談』といった笑わせどころの多い話を得意とし、とりわけ『野崎詣り』と『稽古屋』が人気で、両方を聞きたいという客のために「稽古屋の連中が野崎詣りに行く」という筋立てを使ったこともある。音曲の才もあり、口演の後に「フェー」といった奇声を発してから、大津絵節などを聴かせたという。
大正時代の小咄や大津絵節のSPレコードが残されている。

## 弟子
- 2代目桂小文枝（桂雀三郎）[1]
- 桂雀四郎[2]
- 3代目桂萬光[1]
- 2代目桂談枝（桂雀輔）[1]
- 初代桂紅雀[1]